# وا هيب رع
وهيبري إيبياو، (بالإنجليزية: Wahibre Ibiau)‏. (اسم العرش: وهيبري؛ اسم الولادة: إبيباو). كان فرعون مصري قديم من الأسرة الثالثة عشر، التي حكمت قبل الميلاد سنة 1670 لمدة 10 سنوات و8 أشهر و29 يوما وفقا لبردية تورينو.